# Лополіт

Лополіт

Інтрузиви: 1. Лаколіт 2. Апофіза 3. Батоліт 4. Дайка 5. Сілл
6. Нек 7. Лополіт

Лополіт (рос. лополит, англ. lopolith, нім. Lopolith m) – велике чашкоподібне інтрузивне тіло, що має внизу підвідний канал. Л. звичайно залягають згідно з шарами вмісних порід. Лополіти складені головним чином породами основного складу.
Розміри лополіти в діаметрі можуть досягати десятків кілометрів, а потужність - багатьох сотень метрів. Найбільші диференційовані лополіти - Бушвельдський в Південній Африці і лополіт Седбері в Канаді.